# Kaw (Guyane)
Pour les articles homonymes, voir Kaw.
Kaw est une ancienne commune et hameau, situé dans la commune de Régina dans le département de la Guyane, en territoire de la réserve naturelle des marais de Kaw. L'activité principale des habitants est la pêche et la chasse.

## Géographie

### Situation
Le village de Kaw est uniquement accessible par les marais, en petites embarcations (canot, pirogue...). Dans le village, une agence postale, une école, une église, un dispensaire et un foyer rural sont présents.

### Démographie
Le village compte environ 6 000 habitants en 1956, moins de 70 en 2020[source insuffisante] et une cinquantaine en 2022.

## Culture et patrimoine
- Église Saint-André de Kaw

### Cuisine
Comme met traditionnel, on peut retrouver le fameux attipa boucaner, typique du village.

### Centrale photovoltaïque
En 1982, la première centrale solaire photovoltaïque de Guyane a été installée dans ce village. La demande d'électricité augmenta alors rapidement, c'est pourquoi le village a dû être équipé d'un groupe électrogène. Pour réduire la demande, des réfrigérateurs et des congélateurs à faible consommation électrique ont été distribués dans le village. Arrivant en fin de vie, la centrale électrique a été partiellement réhabilitée durant l'année 2000. En 2005, la centrale solaire photovoltaïque étant hors d'usage, le village était alimenté uniquement par un groupe électrogène.
En 2009, la centrale est réhabilitée : les travaux ont abouti à la remise en service du site avec un système hybride associant une centrale photovoltaïque (la plus importante en site isolé de France avec une surface de 800 m² de modules photovoltaïques) et deux groupes électrogènes. Aujourd’hui, la centrale couvre environ 70 % des besoins du village.

## Cinéma
La série télévisée Guyane de Fabien Nury y a été tourné en 2017.